# حمود عباس المؤيد
العلامة حمود بن عباس المؤيد (1336 هـ 1439) أحد مراجع علماء الزيدية في اليمن.

## مولده ونشأته
ولد في 1336 هـ- 1917م في قرية العتمة ناحية غربان من بلاد ظليمة حاشد لأن أباه كان عاملاً ببلاد ظليمة نشأ في حجر والده ثم أنتقل إلى صنعاء وكان يخرج من الجراف إلى الجامع الكبير لتجويد القرآن الكريم وعند بلوغه التاسعة من عمره أرسله والده إلى عالم ظليمه محمد أبو راوية فقرأ لديه القراءن وتغيب ملحة الأعراب ومتن بن الحاجب ثم رجع إلى صنعاء وقرأ القرآن في الجامع الكبير عند عدة مشائخ وبعد ذلك دخل المدرسة العلمية بصنعاء والتحق بالشعبة الثانية في عام 1350هـ، درس حتى برع في فنون العلم وتولى الإرشاد ورئاسة هيئة الأمر بالمعروف بلواء إب وتولى إمامة جامع النهرين والشوكاني وبه عكف على التدريس والوعظ والإرشاد والعبادة وتخرج على يديه عشرات من العلماء الشباب في عصرنا وله دور في دعم طلبة العلم الشريف وعمارة المساجد وعلى يده تجري الصدقات لضعاف الناس وهو مستمر في الإفتاء ويلازم التدريس بعد صلاة الفجر منذ سبعين سنة إلى اليوم وأيضاً بين صلاة المغرب والعشاء.وتوفي في 2 رجب 1439 ه الموافق 19 مارس عام 2018 

## مؤلفاته
له العديد من المؤلفات أبرزها:
1. الشعاع المضيئ (مجموع خطب الجمعة) أربعة أجزاء في مؤلفين.
2. النور الأسنى في أحاديث الشفاء.

## وفاته
توفي حمود عباس المؤيد يوم الإثنين 2 رجب 1439هـ الموافق 19 مارس 2018 ميلادية في إحدى المستشفيات في صنعاء.